# Braziliaanse gymnastiekbond
De Braziliaanse gymnastiekbond (Portugees: Confederação Brasileira de Ginástica), afgekort als CBG, is de sportkoepel voor gymnastiek in Brazilië. De bond is opgericht in 1978 en heeft zijn hoofdkantoor in Aracaju in de deelstaat Sergipe. De CBG is aangesloten bij zowel de Pan-Amerikaanse gymnastiekbond (PAGU) als de wereldgymnastiekbond (FIG) en is verbonden aan het Braziliaans olympisch comité.